# Chermizy-Ailles
Chermizy-Ailles è un comune francese di 92 abitanti situato nel dipartimento dell'Aisne della regione dell'Alta Francia.

## Società

### Evoluzione demografica
Abitanti censiti